# PalaCalafiore
Le PalaCalafiore (Palasport Francesco Calafiore), ou PalaPentimele, est une salle multifonction située à Reggio de Calabre, dans la région de Calabre, dans le sud de Italie.
La salle a une capacité de 8 450 spectateurs et accueille les rencontres à domicile du Viola Reggio de Calabre et du Virtus Reggio de Calabre.

## Événements
- Phase finale du Grand Prix mondial de volley-ball 2006
- Championnat du monde de volley-ball masculin 2010